# Trisetum kangdingense
Trisetum kangdingense là một loài thực vật có hoa trong họ Hòa thảo. Loài này được (Z.L.Wu) S.M.Phillips & Z.L.Wu mô tả khoa học đầu tiên năm 2006.